# Dombasle-sur-Meurthe
Pour les articles homonymes, voir Dombasle.
Dombasle-sur-Meurthe [dɔ̃bal syʁ mœʁt] est une commune française située dans le département de Meurthe-et-Moselle, en région Grand Est. Ville-centre de l'unité urbaine qui porte son nom, elle appartient à l'aire urbaine de Nancy.
Ses habitants sont les Dombaslois.

## Géographie

### Localisation
Dombasle se situe au confluent de la Meurthe et du Sânon, à 17 kilomètres au sud-est de Nancy et 15 kilomètres au nord-ouest de Lunéville. La ville est également traversée par le canal de la Marne au Rhin.

### Communes limitrophes
Le territoire de la commune est limitrophe de 6 communes.
| Varangéville         | Haraucourt           | Sommerviller |
|                      | Dombasle-sur-Meurthe | Flainval     |
| Rosières-aux-Salines |                      | Hudiviller   |

### Particularisme
La gare SNCF de Rosières-aux-Salines est située sur le territoire de Dombasle-sur-Meurthe.

### Hydrographie
La commune est dans le bassin versant du Rhin au sein du bassin Rhin-Meuse. Elle est drainée par la Meurthe, le canal de la Marne au Rhin, le canal de Morteau, le ruisseau le Behart et le Sanon,.
La Meurthe s'écoule au sud du territoire avec un débit suffisant pour avoir permis le flottage des bois depuis les Vosges. D'une longueur de 161 km, elle prend sa source dans la commune du Valtin et se jette  dans la Moselle à Pompey, après avoir traversé 53 communes.
Le canal de la Marne au Rhin, long de 293 km et comportant 178 écluses à l'origine, relie la Marne (à Vitry-le-François) au Rhin (à Strasbourg). Par le canal latéral de la Marne, il est connecté au réseau navigable de la Seine vers l'Île-de-France et la Normandie.

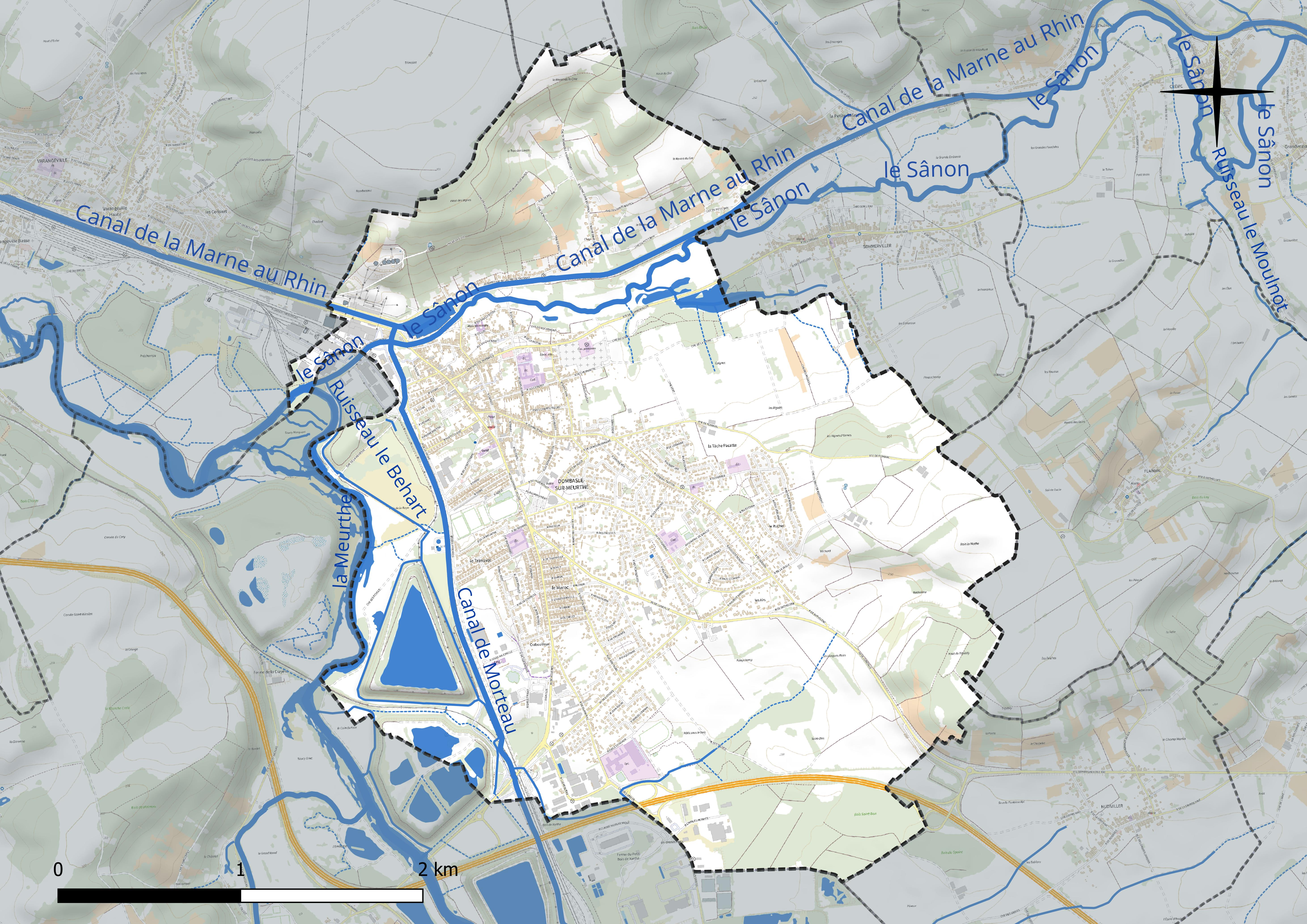
Réseau hydrographique de Dombasle-sur-Meurthe.

### Climat
Pour des articles plus généraux, voir Climat du Grand Est et Climat de Meurthe-et-Moselle.
En 2010, le climat de la commune est de type climat océanique dégradé des plaines du Centre et du Nord, selon une étude du Centre national de la recherche scientifique s'appuyant sur une série de données couvrant la période 1971-2000. En 2020, Météo-France publie une typologie des climats de la France métropolitaine dans laquelle la commune est exposée à un climat semi-continental et est dans la région climatique  Lorraine, plateau de Langres, Morvan, caractérisée par un hiver rude (1,5 °C), des vents modérés et des brouillards fréquents en automne et hiver.
Pour la période 1971-2000, la température annuelle moyenne est de 9,9 °C, avec une amplitude thermique annuelle de 17 °C. Le cumul annuel moyen de précipitations est de 776 mm, avec 11,3 jours de précipitations en janvier et 9,4 jours en juillet. Pour la période 1991-2020, la température moyenne annuelle observée sur la station météorologique de Météo-France la plus proche, « Nancy-Essey », sur la commune de Tomblaine à 12 km à vol d'oiseau, est de 11,0 °C et le cumul annuel moyen de précipitations est de 746,3 mm. 
La température maximale relevée sur cette station est de 40,1 °C, atteinte le 24 juillet 2019 ; la température minimale est de −24,8 °C, atteinte le 21 février 1956,,.
Les paramètres climatiques de la commune ont été estimés pour le milieu du siècle (2041-2070) selon différents scénarios d'émission de gaz à effet de serre à partir des nouvelles projections climatiques de référence DRIAS-2020. Ils sont consultables sur un site dédié publié par Météo-France en novembre 2022.

## Urbanisme

### Typologie
Au 1er janvier 2024, Dombasle-sur-Meurthe est catégorisée ceinture urbaine, selon la nouvelle grille communale de densité à sept niveaux définie par l'Insee en 2022.
Elle appartient à l'unité urbaine de Dombasle-sur-Meurthe, une agglomération intra-départementale regroupant quatre  communes, dont elle est ville-centre,,. Par ailleurs la commune fait partie de l'aire d'attraction de Nancy, dont elle est une commune de la couronne,. Cette aire, qui regroupe 353 communes, est catégorisée dans les aires de 200 000 à moins de 700 000 habitants,.

### Occupation des sols
L'occupation des sols de la commune, telle qu'elle ressort de la base de données européenne d’occupation biophysique des sols Corine Land Cover (CLC), est marquée par l'importance des territoires agricoles (45,7 % en 2018), en diminution par rapport à 1990 (55,3 %). La répartition détaillée en 2018 est la suivante : zones urbanisées (26,4 %), terres arables (26,3 %), forêts (15,4 %), prairies (13,2 %), zones industrielles ou commerciales et réseaux de communication (11,4 %), cultures permanentes (4,6 %), zones agricoles hétérogènes (1,6 %), espaces ouverts, sans ou avec peu de végétation (1,1 %). L'évolution de l’occupation des sols de la commune et de ses infrastructures peut être observée sur les différentes représentations cartographiques du territoire : la carte de Cassini (XVIIIe siècle), la carte d'état-major (1820-1866) et les cartes ou photos aériennes de l'IGN pour la période actuelle (1950 à aujourd'hui).

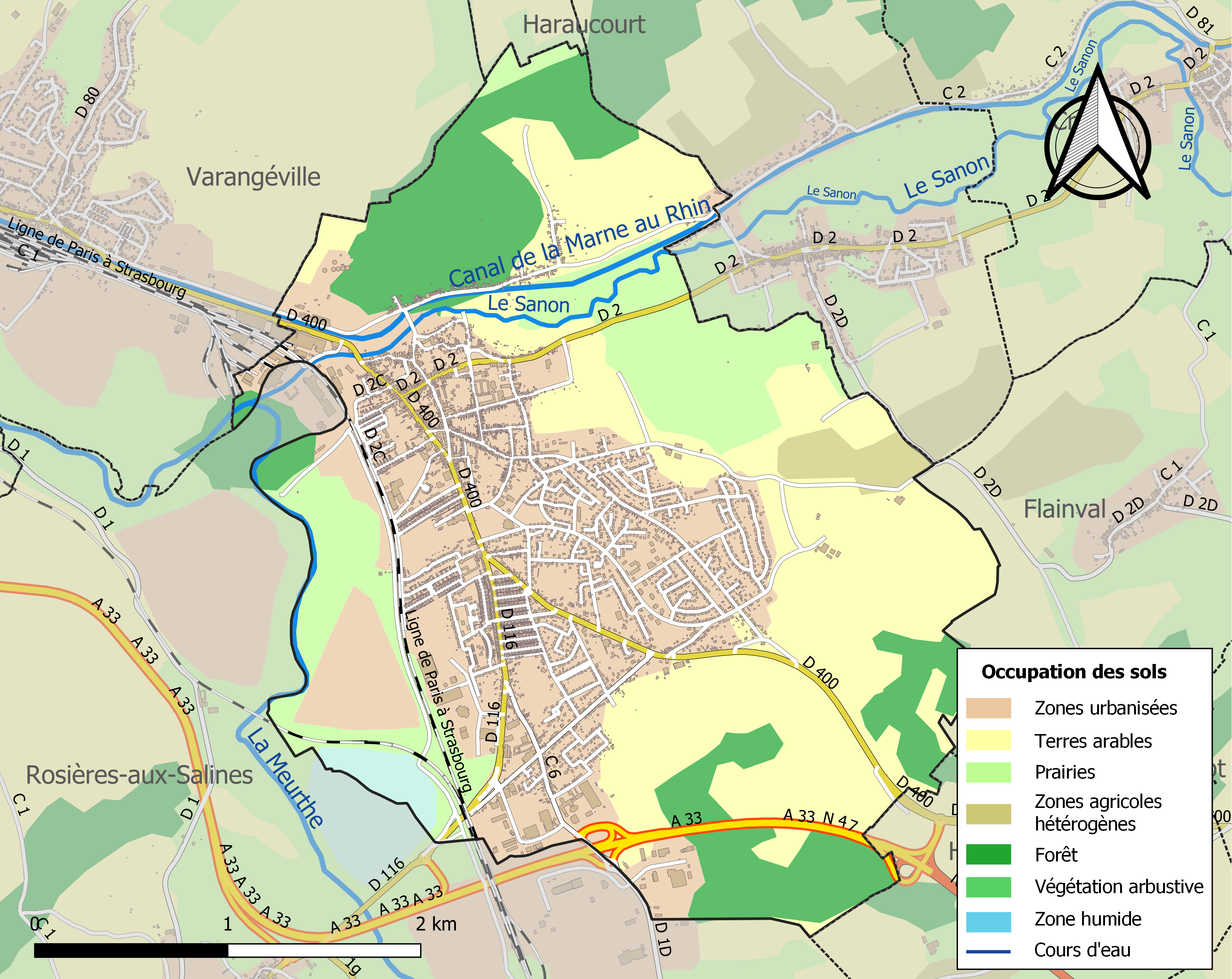
Carte des infrastructures et de l'occupation des sols de la commune en 2018 (CLC).

## Toponymie
À partir du VIIIe siècle, on rencontre les graphies latines suivantes : Domno-Busilla en 752 ; Domnus-Basolus en 1122 et 1147 ; Dunbasla ; Domnus-Bazolus en 1467 et Domnus-Basollus en 1506. Les appellations françaises du Moyen Âge sont variées : Donbaile en 1271, Donbaille en 1394 ; Dombaille en 1416 ; Dombaisle en 1429 ; Dompbaille en 1469 ; Dompballe en 1505 et Dompbasle en 1546.

Toponyme composé avec dominus, mot latin signifiant « maître », « propriétaire », puis plus tard « seigneur ». Il est généralement admis que la commune tire son nom d'un hommage à saint Basle.
 
L'hypothèse selon laquelle le nom latin Domus Pusilla signifiant « petite maison » ferait remonter l'origine du site à l'époque gallo-romaine n'est plus prise au sérieux. À ce sujet, il n'a jamais été démontré qu'il y ait eu une agrégation suffisante d'habitations pour constituer un village avant la colonisation franque.

Le nom de la rivière est officiellement joint au nom primitif en 1961. La Meurthe est un cours d'eau du Grand Est, affluent de la Moselle et sous-affluent du Rhin.
Le toponyme se prononce Dombôle ou Dombaîle en lorrain-roman,.

La langue régionale a laissé à la ville les noms suivants :

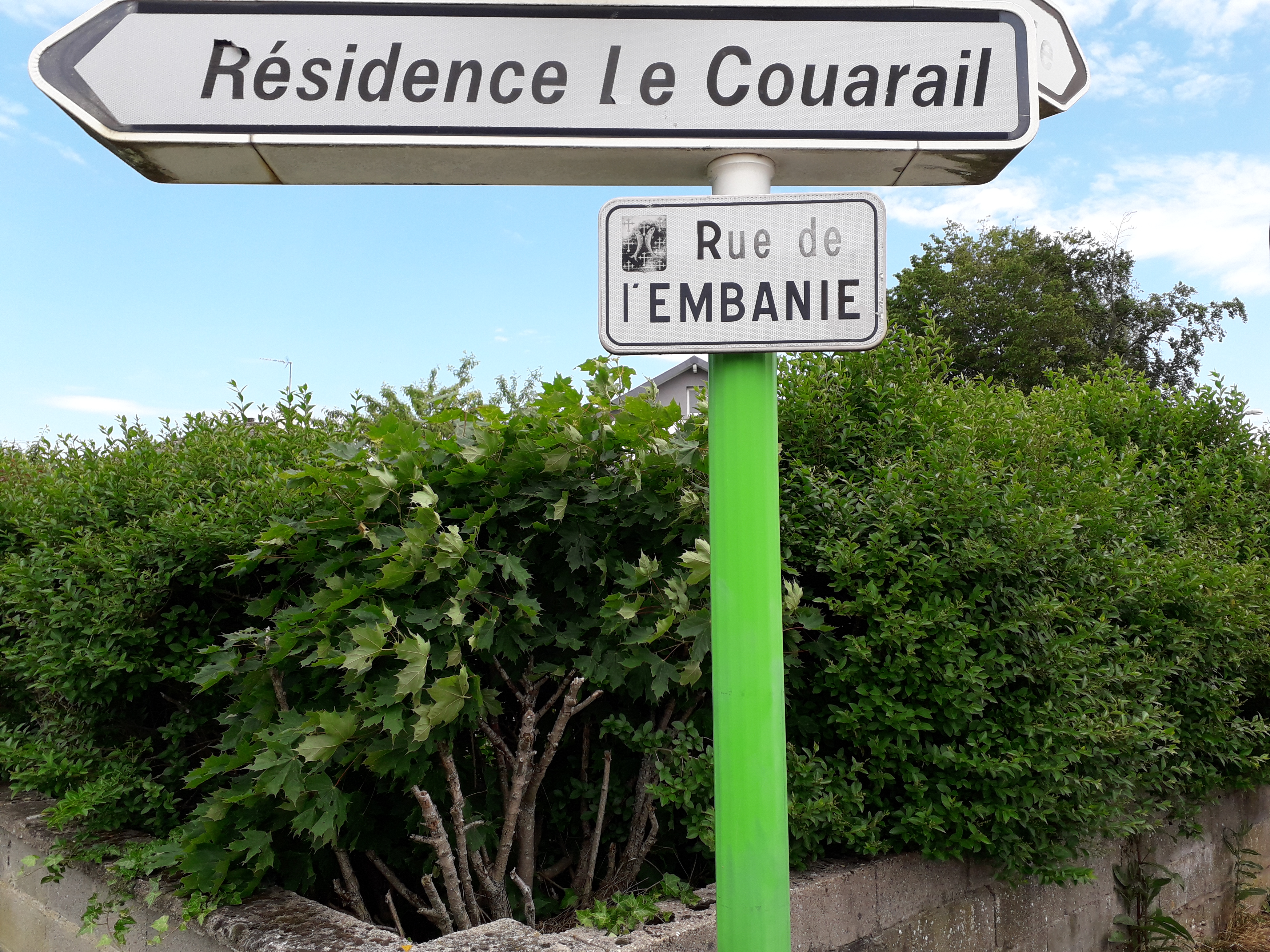
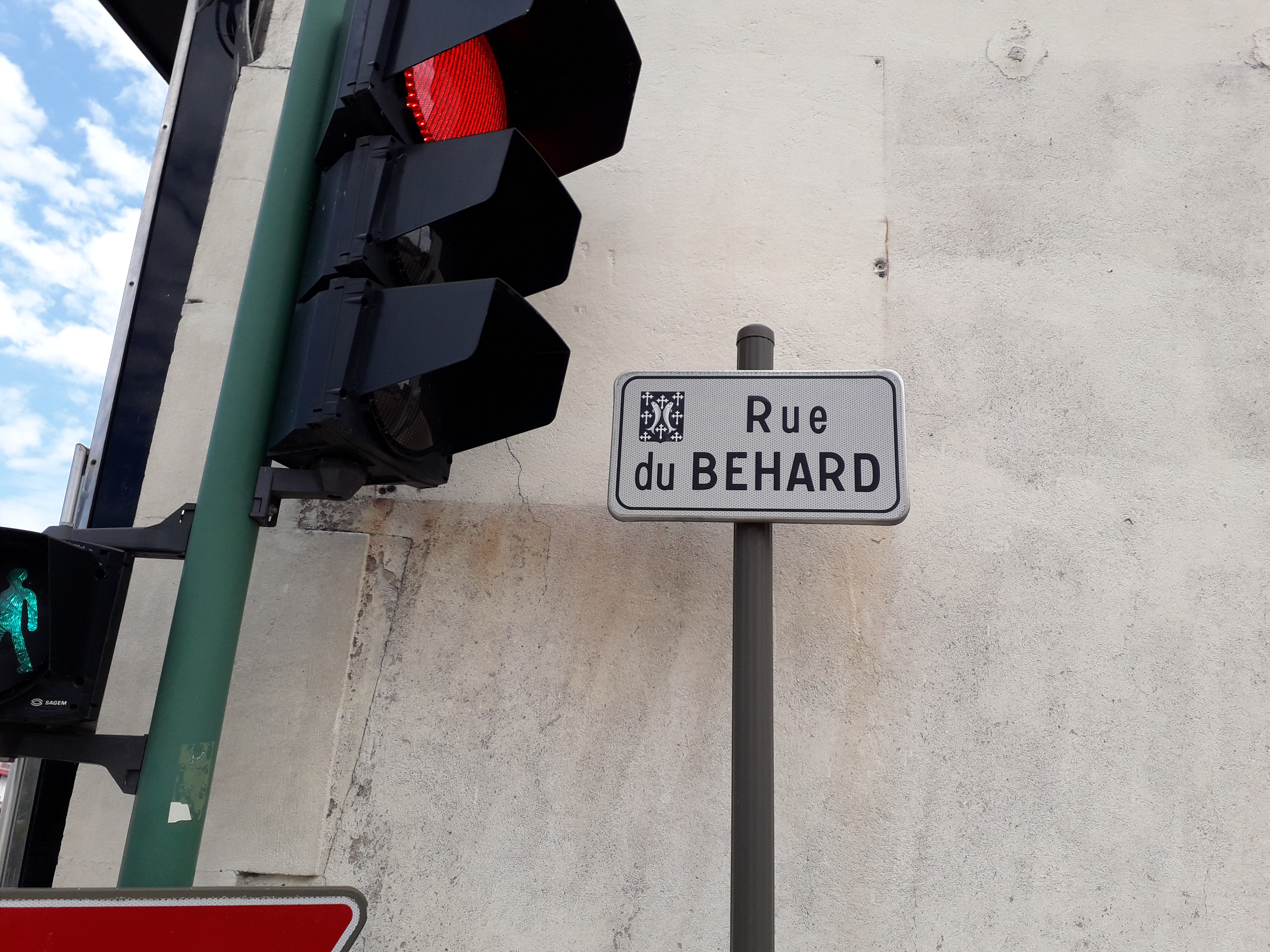
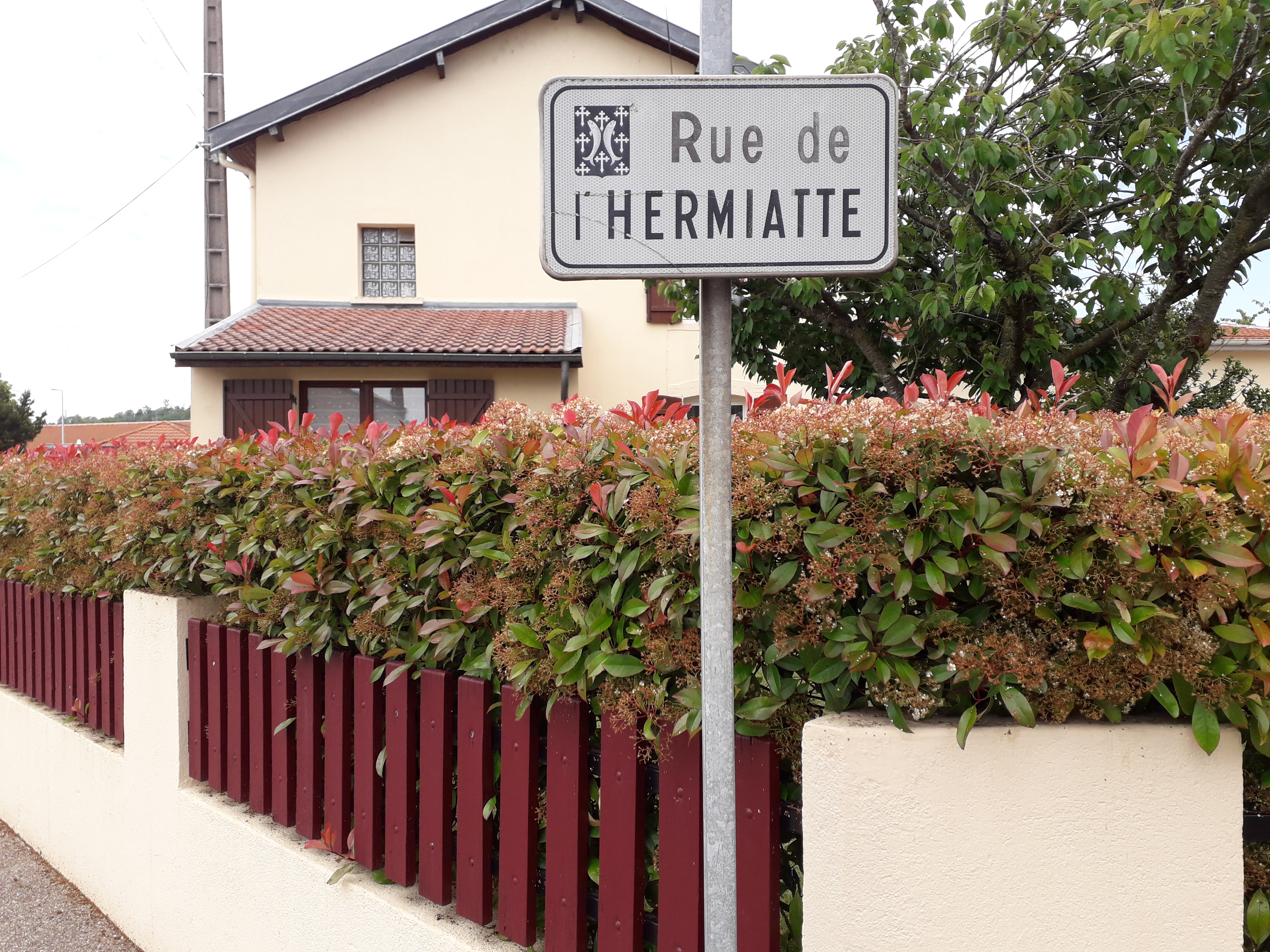

## Histoire
Sous l'ancien régime, le fief de Dombasle relevait du bailliage et de la châtellenie de Nancy. La communauté était divisée en deux bans, donc deux seigneuries distinctes : le ban de Lamont (l'Amont) ou ban des seigneurs contenant le château de la Motte (actuelle rue de La Motte) et le ban de Laval (l'Aval) ou ban de La Vaux ou encore ban Saint-Gergonne. Les habitants de ce dernier étaient appelés les Gergonnets.
Selon les preuves de l'histoire de Lorraine de Dom Calmet, en 752 le roi Pépin donne à l'abbaye de Gorze ce qui lui appartient dans la ville de Dombasle.
Dans une charte de Riquin évêque de Toul en 1122, on voit que l'abbaye de Saint-Mansuy de Toul possède divers biens et revenus à Dombasle. On y lit également que l'église dédiée à Saint Don fut consacrée par l'évêque Pibon.
En avril 1389, Thierry de Dompaire abbé de Chaumouzey vend tout ce qui appartient à son abbaye sur les bans de Drouville, Bauzemont et Dombasle.
En 1450 l'abbaye Saint-Mansuy de Toul cède le prieuré et le patronage de la cure de Dombasle au chapitre d'Haussonville. En 1467, le même chapitre abandonne ses biens sis à Dombasle ainsi qu'une portion de la dîme au chapitre Saint-Georges de Nancy.
Dans un acte de vente du 18 avril 1499, on apprend que le seigneur de Dombasle est François de Savigny.
En 1506 le pape Jules II unit à perpétuité la cure de Dombasle et les fruits et revenus qui en dépendent à la mense capitulaire de Saint-Georges de Nancy.
Le 3 mai 1546 Vary de Lucy seigneur de Dombasle, prieur commendataire de Flavigny, fonde deux bourses au collège Lamarche de Paris pour une durée de huit années devant profiter à deux enfants pauvres présentés par le curé de Dombasle. L'année suivante, le même seigneur fait une nouvelle fondation pour aider au mariage de cinq filles pauvres de Dombasle.
Dans un acte de vente du 4 décembre 1592, on lit que Jean de Haraucourt est seigneur de Dombasle.
Le 9 novembre 1613, le duc Henri cède à Charles de Haraucourt tous droits que ladite altesse possède dans sa seigneurie de Dompbasle (Dombasle) appelée ban de Lavaux. À la lecture de cet acte, on apprend que le seigneur possède le droit de haute justice et des revenus conjoints, le droit de créer les maires et les officiers. Il « possède » également les hommes et les femmes dudit ban. Le duc garde cependant le droit de passage sur le pont de Dombasle qui est géré par le haut conduit de Drouville (voir aussi le paragraphe haut conduit ci-dessous)
Dans un procès-verbal de Plaid-annal d'Anthelupt, on lit que les habitants d'Anthelupt, Bonviller, Einville, Crion et Dombasle sont tenus de se trouver au parc d'Einville lorsqu'on y fait la chasse.
En 1587 et 1613, Balial Bazole et Jeannotte femme de Gabriel Vaultrin, touts deux habitants de Dombasle, sont brûlés pour sorcellerie.
Le 14 mai 1625 Gabriel d'Ardre veuve de Charles de Haraucourt donne les reversales de la seigneurie de Dombasle.
Le 25 février 1665, Henriette de Haraucourt, veuve de Charles de Bassompierre fait ses reprises du duc de Lorraine pour les terres et seigneuries de Dombasle et de Bioncourt.
Dès 1704, un syndic et un conseil de ville de six membres sont élus chaque année pour défendre et gérer les intérêts de la communauté. Les assemblées générales des habitants sont appelées les Plaids-annaux.
En 1712, la communauté de Dombasle compte environ 150 habitants. Il y a toujours deux maires, deux échevins et deux gouverneurs mais le tout semble appartenir à un seul seigneur, la maréchale de Bassompierre.
Dans l'acte de prise de possession de la seigneurie de Champenoux en date du 14 septembre 1772, on lit que Jean-Dominique Robert, comte du Houx de Dombasle, est seigneur de Dombasle.

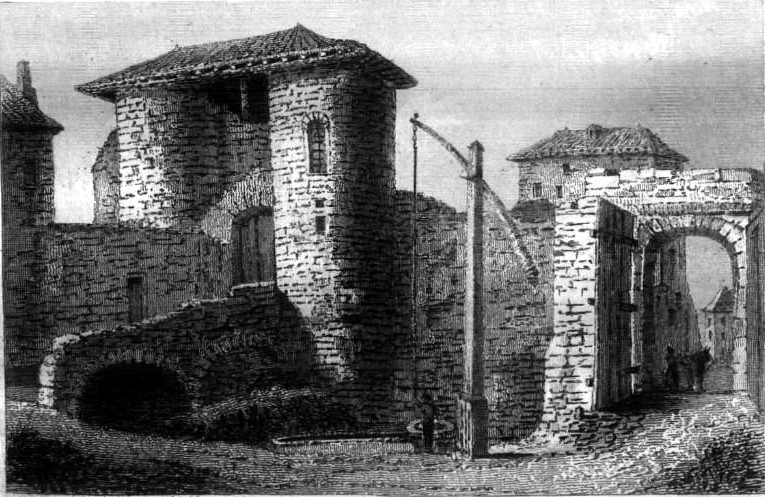
Gravure du château de Dombasle en 1838.

Les vestiges du château de Dombasle, édifié sur une motte féodale, ont été démolis par la commune en 1963.
Après la fondation de l'usine Solvay en 1873, Dombasle devint le principal centre de production de carbonate de sodium au monde, profitant du canal de la Marne au Rhin pour l'acheminement par péniches des matières premières (houille et sel) et de la production. Le sel venait essentiellement de la saline de Varangéville et le charbon des Houillères de Lorraine. Le calcaire, provenant des carrières alentour était initialement acheminé par bateaux, puis à partir de 1927 par un système de transport par câble aérien, le transporteur aérien Maxéville-Dombasle, surnommé TP Max, utilisé jusqu'en 1984 puis abandonné et démonté. Un exemplaire de wagonnet entre deux pylônes est exposé sur la commune de Varangéville au lieu-dit  le Blanc. François, historien varangévillois, dit que ça fait belle lurette qu'il n'y a plus de vestiges de wagonnet au lieu-dit le Blanc.

### Dombasle dans lehaut conduit de Drouville
À la fin du Moyen Âge, un «haut conduit» est un droit lorrain perçu sur les marchandises en transit, d'une division fiscale à une autre. Ces districts fiscaux s'appelaient également haut conduit.
En 1589, le district nommé «haut conduit  de Drouville» s'étend de Serres à Varangéville. Son péage se situe à Drouville. L'article 53 du traité de Paris du 21 janvier 1718 qui concerne la liberté de commerce et de communication réciproques entre la Lorraine et la généralité de Metz y fait encore référence.
Selon les comptes du domaine d'Einville, le haut conduit de Drouville se poursuit vers Dombasle, Sommerviller, Crévic et Maixe. La même source indique que depuis Varangéville, il partait du pont de Lowane, tirant tout droit jusqu'au signe patibulaire d'Essey, (la potence de justice). Il intégrait également Agincourt, Moulins, la Grande Bouxières, Brin, Bioncourt et Manhoué.

### Droits féodaux des seigneurs du lieu, hors de Dombasle
En 1580 est dressée la liste des droits féodaux de Lebeuville. Elle indique que ce village possède 13 maisons et chaseaux, partageables par moitié entre le duc de Lorraine et le seigneur de Dombasle.
Dans une déclaration fournie par les habitants de Crévic, on lit que chaque laboureur doit chaque année au seigneur de Dombasle quatre journées de charrue sur le ban de Dombasle. Dans une autre déclaration fournie par les habitants de Grandvezin, aujourd'hui commune de Crévic, on découvre que les laboureurs doivent au seigneur de Dombasle deux paires de réseaux, moitié blé, moitié avoine et également 4 journées de charrue plus un demi résal d'avoine et un demi resal du meilleur grain qu'ils récoltent.
Dans une déclaration des habitants d'Hudiviller de 1738, on lit que chaque habitant, manœuvre ou laboureur doit un demi resal d'avoine à rendre au château de Dombasle. Chaque laboureur d'Hudiviller doit les corvées nécessaires pour la culture de deux jours de terres (environ 50 ares) sur le ban de Dombasle. Les manœuvres d'Hudiviller doivent au seigneur de Dombasle six jours de corvées à bras ; les femmes veuves doivent trois jours de corvées.

## Population et société

### Démographie
L'évolution du nombre d'habitants est connue à travers les recensements de la population effectués dans la commune depuis 1793. Pour les communes de moins de 10 000 habitants, une enquête de recensement portant sur toute la population est réalisée tous les cinq ans, les populations de référence des années intermédiaires étant quant à elles estimées par interpolation ou extrapolation. Pour la commune, le premier recensement exhaustif entrant dans le cadre du nouveau dispositif a été réalisé en 2007.

En 2022, la commune comptait 9 528 habitants, en évolution de −2,59 % par rapport à 2016 (Meurthe-et-Moselle : −0,13 %, France hors Mayotte : +2,11 %).
| 1793  | 1800  | 1806  | 1821  | 1831  | 1836  | 1841  | 1846  | 1851  |
| ----- | ----- | ----- | ----- | ----- | ----- | ----- | ----- | ----- |
| 1 035 | 1 107 | 1 131 | 1 097 | 1 117 | 1 079 | 1 137 | 1 246 | 1 336 |

| 1856  | 1861  | 1872  | 1876  | 1881  | 1886  | 1891  | 1896  | 1901  |
| ----- | ----- | ----- | ----- | ----- | ----- | ----- | ----- | ----- |
| 1 235 | 1 314 | 1 531 | 1 905 | 2 673 | 3 558 | 4 066 | 5 206 | 5 542 |

| 1906  | 1911  | 1921  | 1926  | 1931  | 1936  | 1946  | 1954  | 1962  |
| ----- | ----- | ----- | ----- | ----- | ----- | ----- | ----- | ----- |
| 5 903 | 6 939 | 7 265 | 8 050 | 8 082 | 8 036 | 8 330 | 8 590 | 9 359 |

| 1968  | 1975   | 1982  | 1990  | 1999  | 2006  | 2007  | 2012  | 2017  |
| ----- | ------ | ----- | ----- | ----- | ----- | ----- | ----- | ----- |
| 9 469 | 10 027 | 9 474 | 9 133 | 8 950 | 9 625 | 9 716 | 9 889 | 9 734 |

| 2022  | - | - | - | - | - | - | - | - |
| ----- | - | - | - | - | - | - | - | - |
| 9 528 | - | - | - | - | - | - | - | - |

## Jumelage
Depuis le 1er octobre 1972, Dombasle-sur-Meurthe est jumelée avec la ville de Filderstadt dans le land de Bade-Wurtemberg, Allemagne, située au sud de Stuttgart.

## Économie

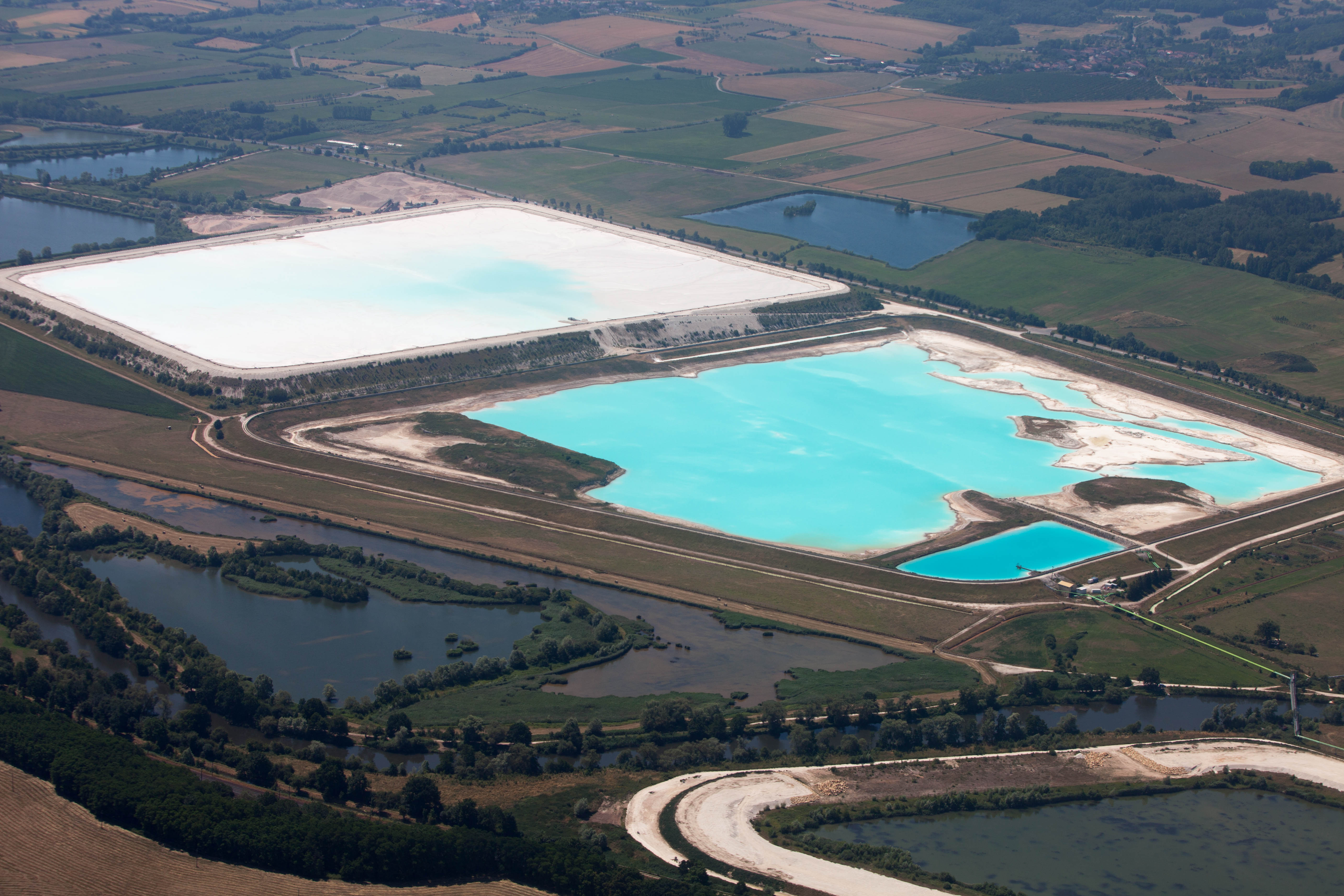
Site de production de carbonate de calcium près de Dombasle.

L'usine Solvay va utiliser des combustibles solides de récupération (CSR) en remplacement du charbon.

## Sport
La commune dispose d'un club de football : le Dombasle Football Club. Celui-ci est fondé en 1923 sous l'appellation Association sportive de Dombasle avant de changer pour Dombasle Sport après la Seconde Guerre mondiale. Il adopte son nom actuel en 1979.

## Culture locale et patrimoine

### Lieux et monuments

#### Édifices civils
- Vestiges du château édifié sur une motte féodale, juché sur un tertre artificiel au lieu-dit la Mothe. Malheureusement, ce tertre et ses superstructures, deux tours fermées à la gorge défendant autrefois l'entrée, ont été détruits en 1956. En 1862, le donjon servait encore de cave et de resserre à un jardin cultivé dans l'enceinte des murailles.
- Immenses fours à chaux.
- Canal de la Marne au Rhin  (branche Est) : port, écluse.

#### Édifices religieux
- Église Saint-Basle XIXe siècle.
- Portail gothique de l'ancienne église, dans le cimetière.
- Chapelle Notre-Dame-de-Grâces XIXe siècle.
- Chapelle Saint-Don au quartier le Maroc.
- Chapelle de la maison de retraite Saint-Charles.
- Temple protestant, église réformée, rue du 14-Septembre.
- Salle du Royaume.

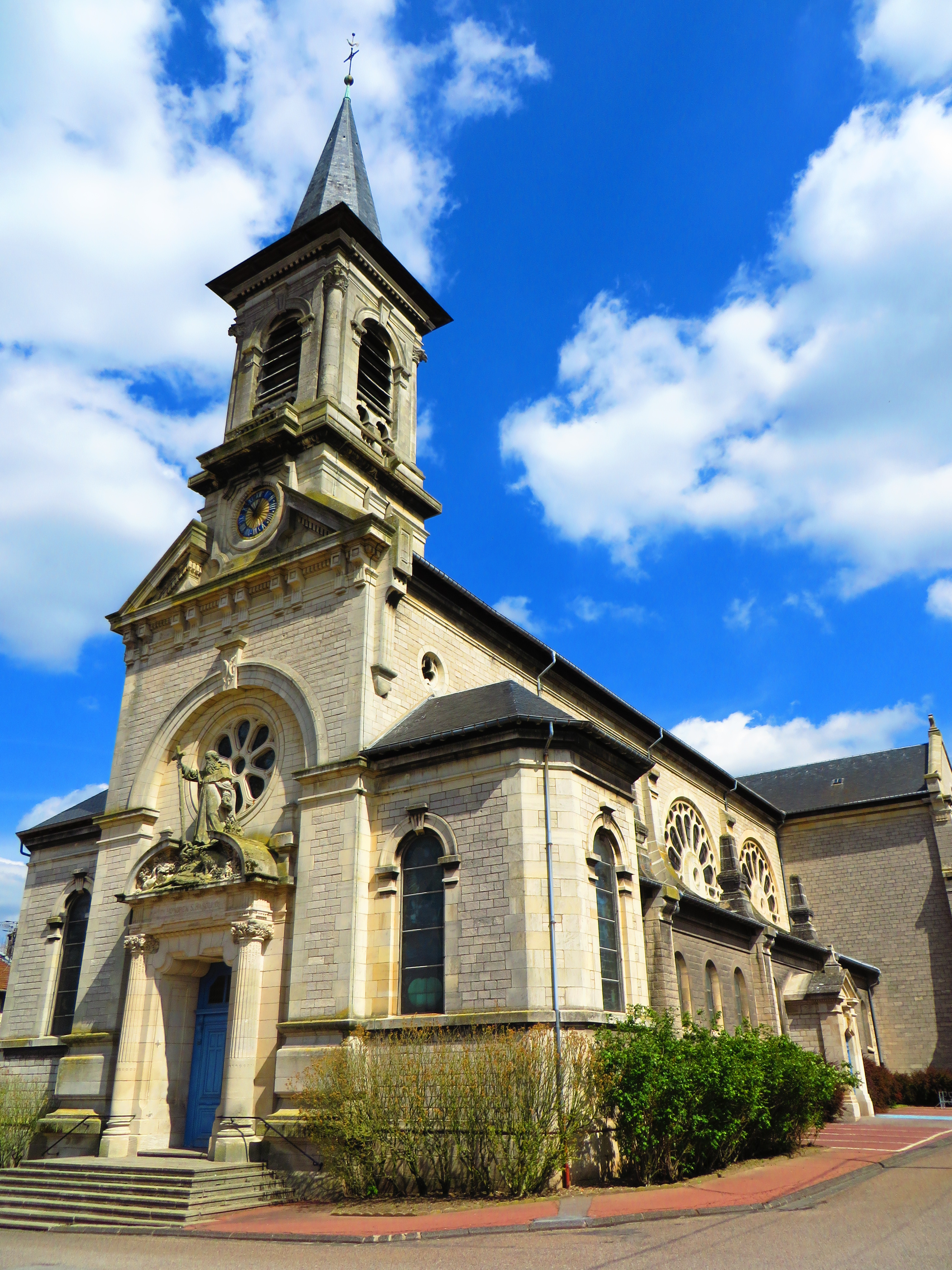
Église Saint-Basle.
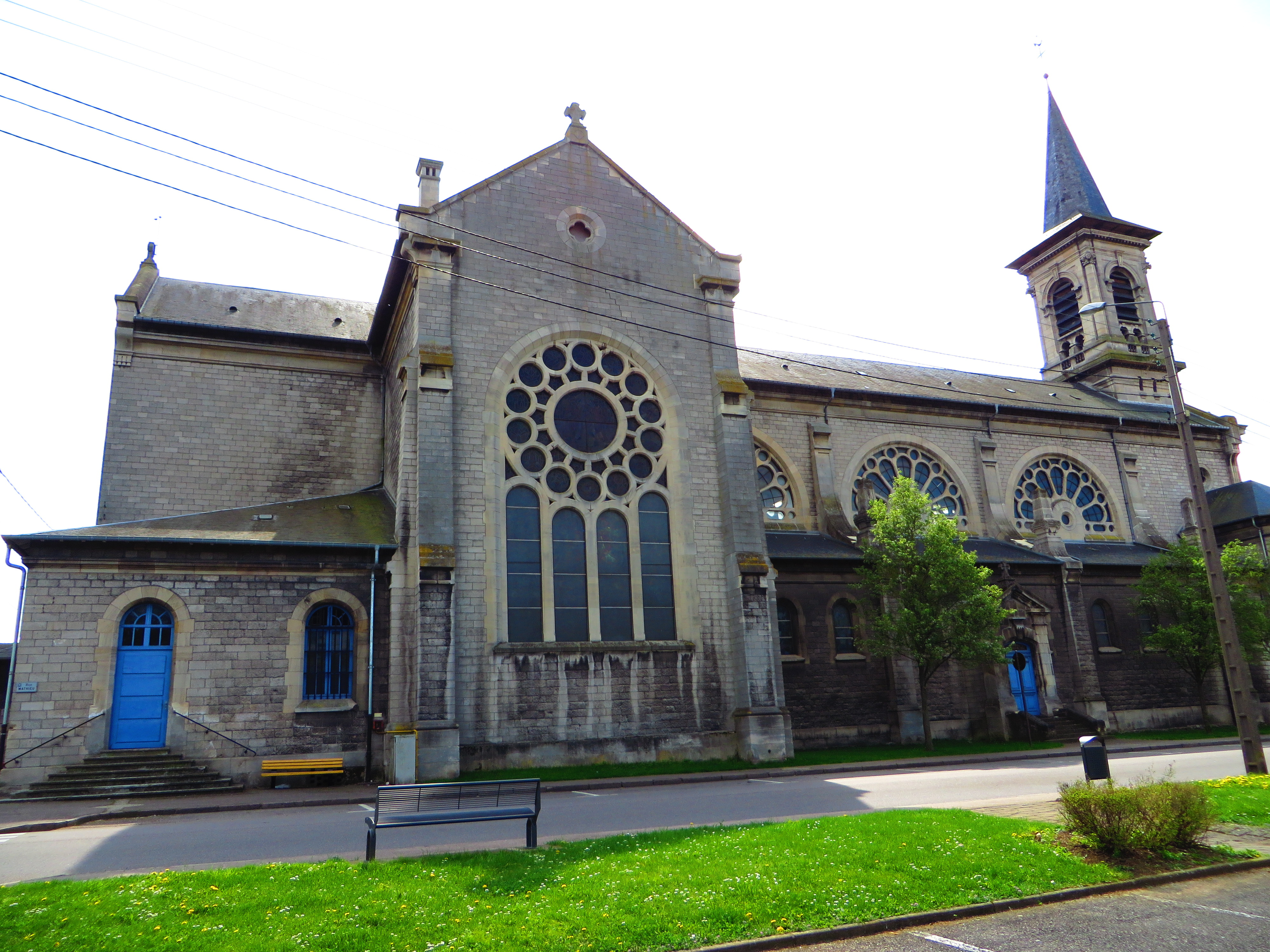
Église Saint-Basle.
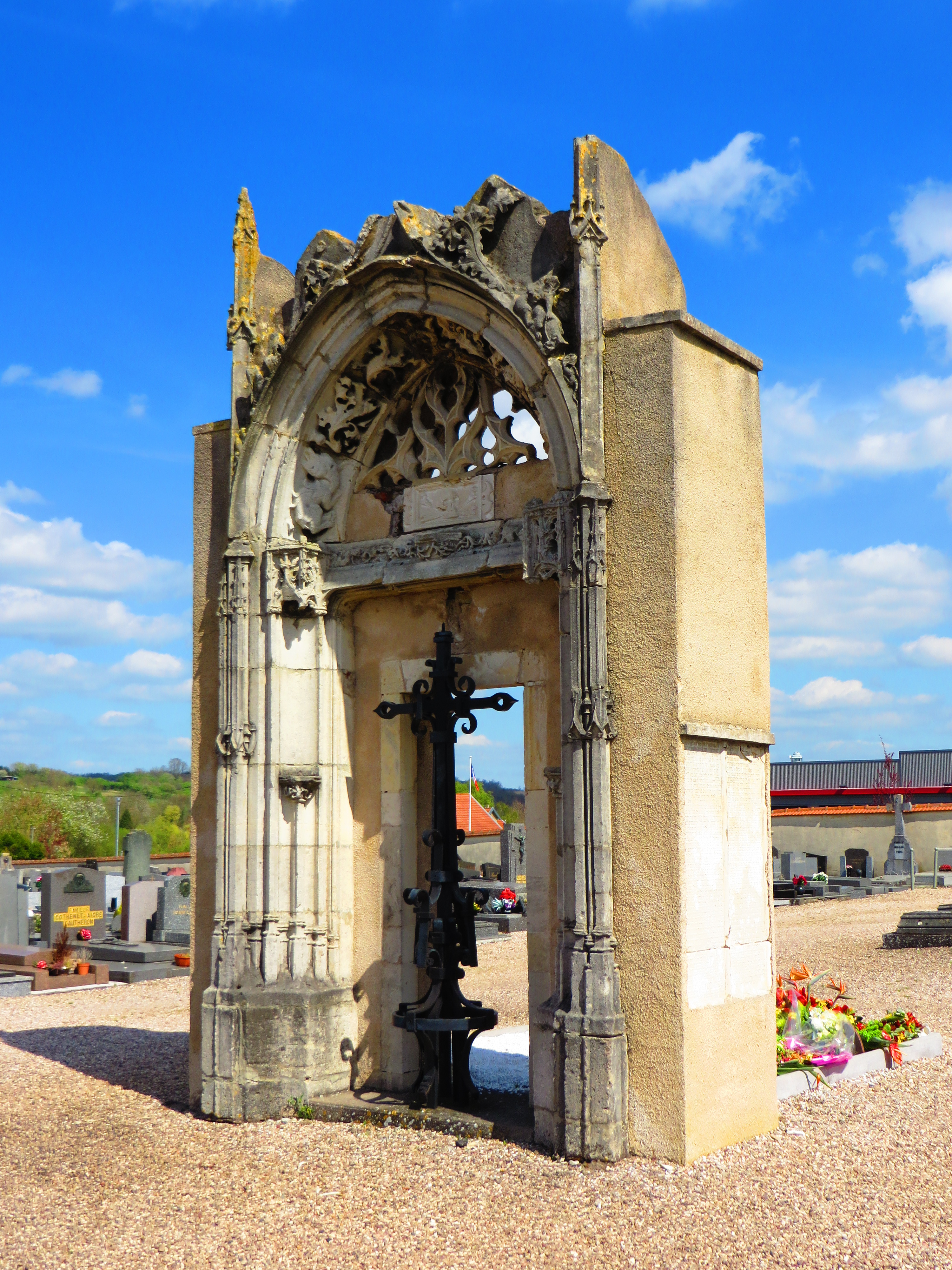
Portail gothique de l'ancienne église.
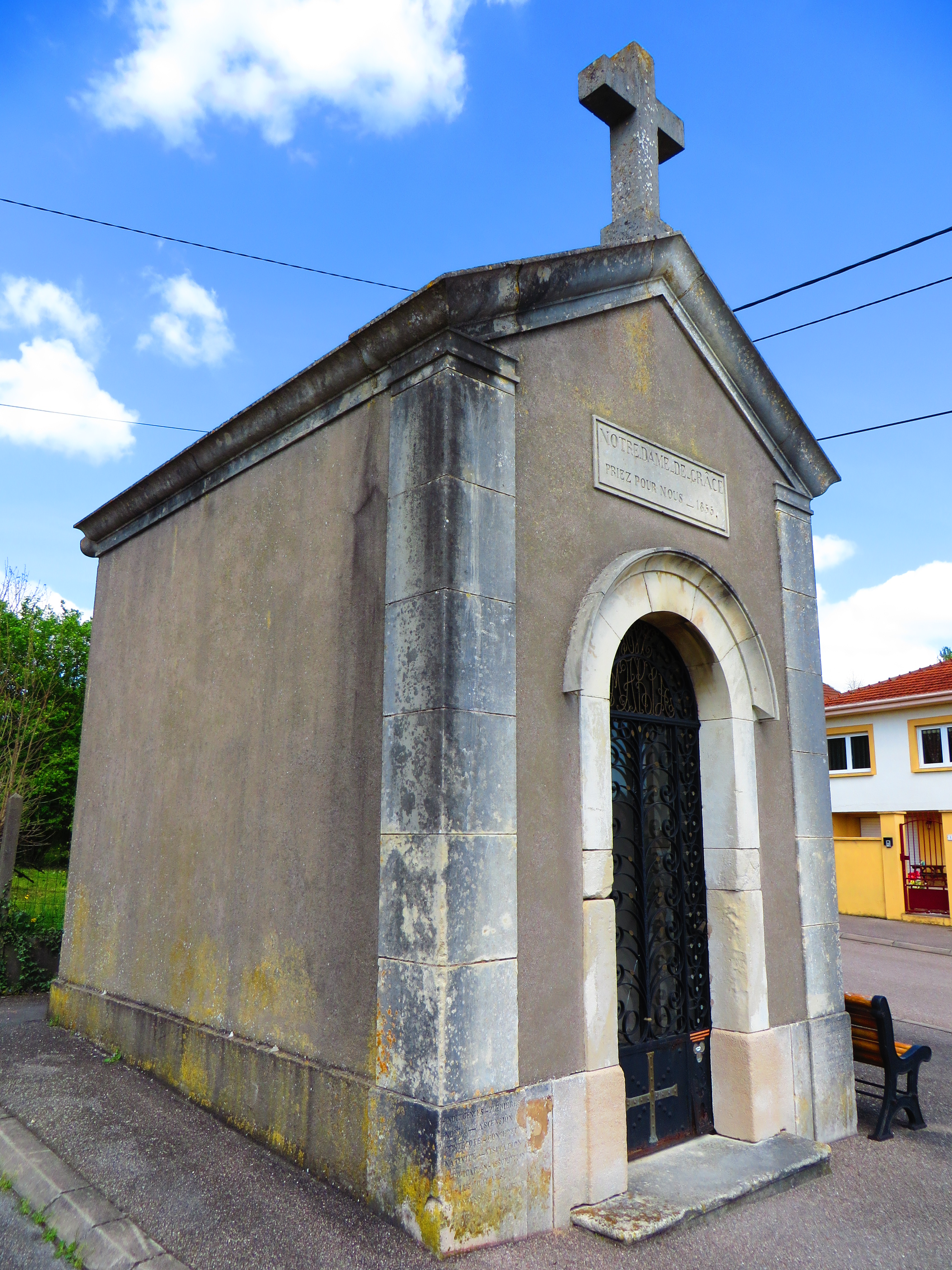
Chapelle Notre-Dame-de-Grâces.
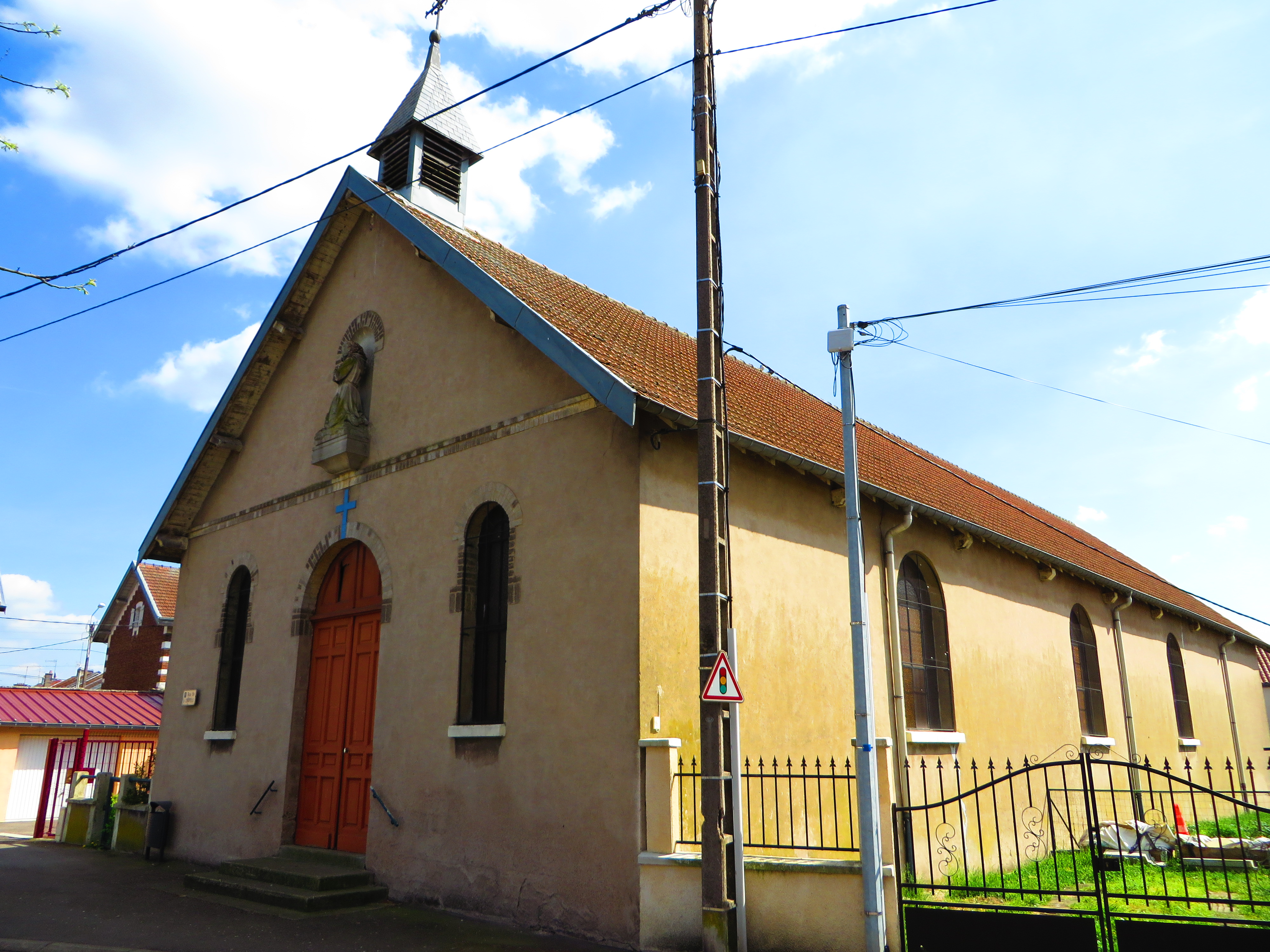
Chapelle Saint-Don.
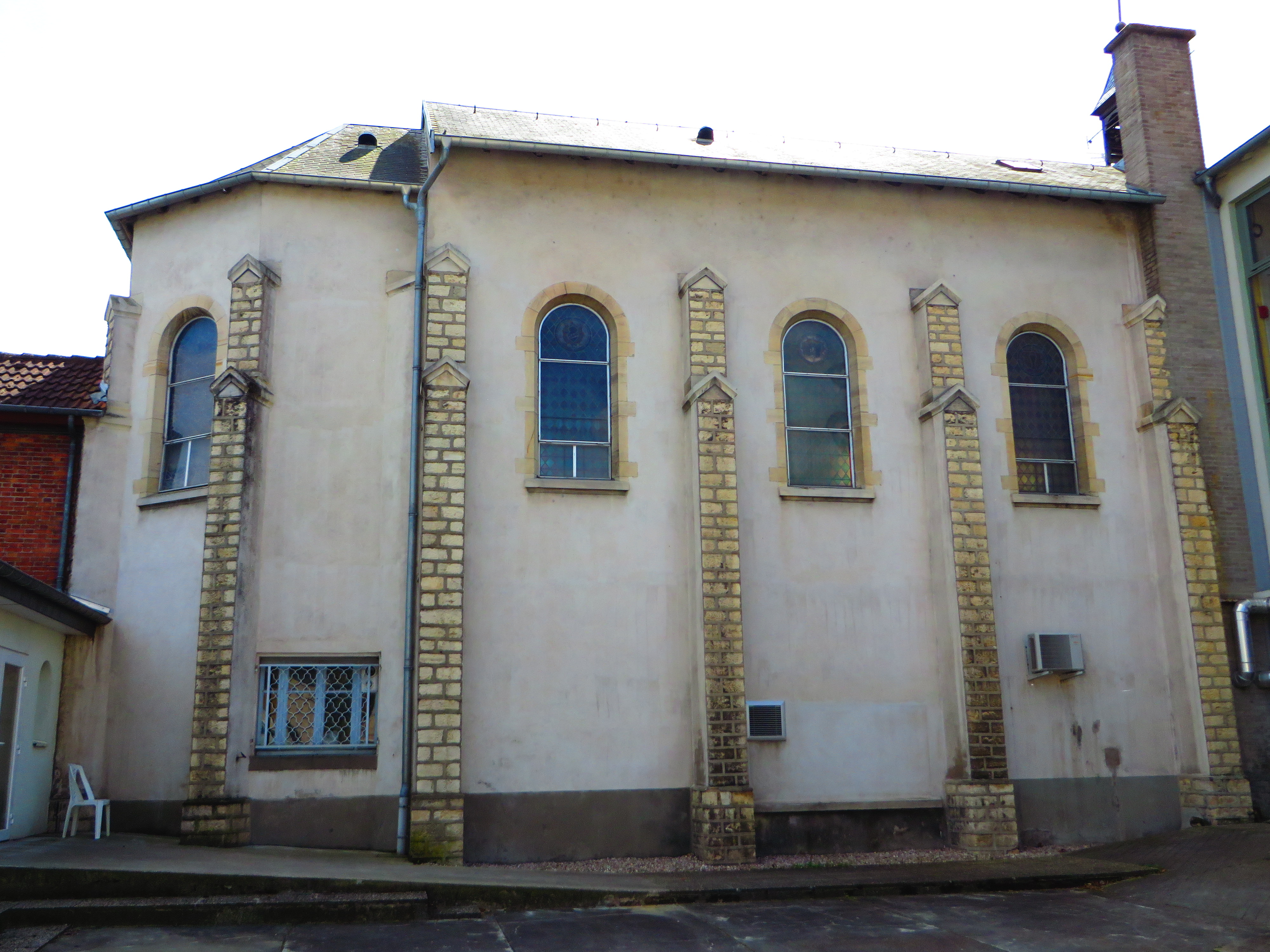
Chapelle de la maison de retraite Saint-Charles.
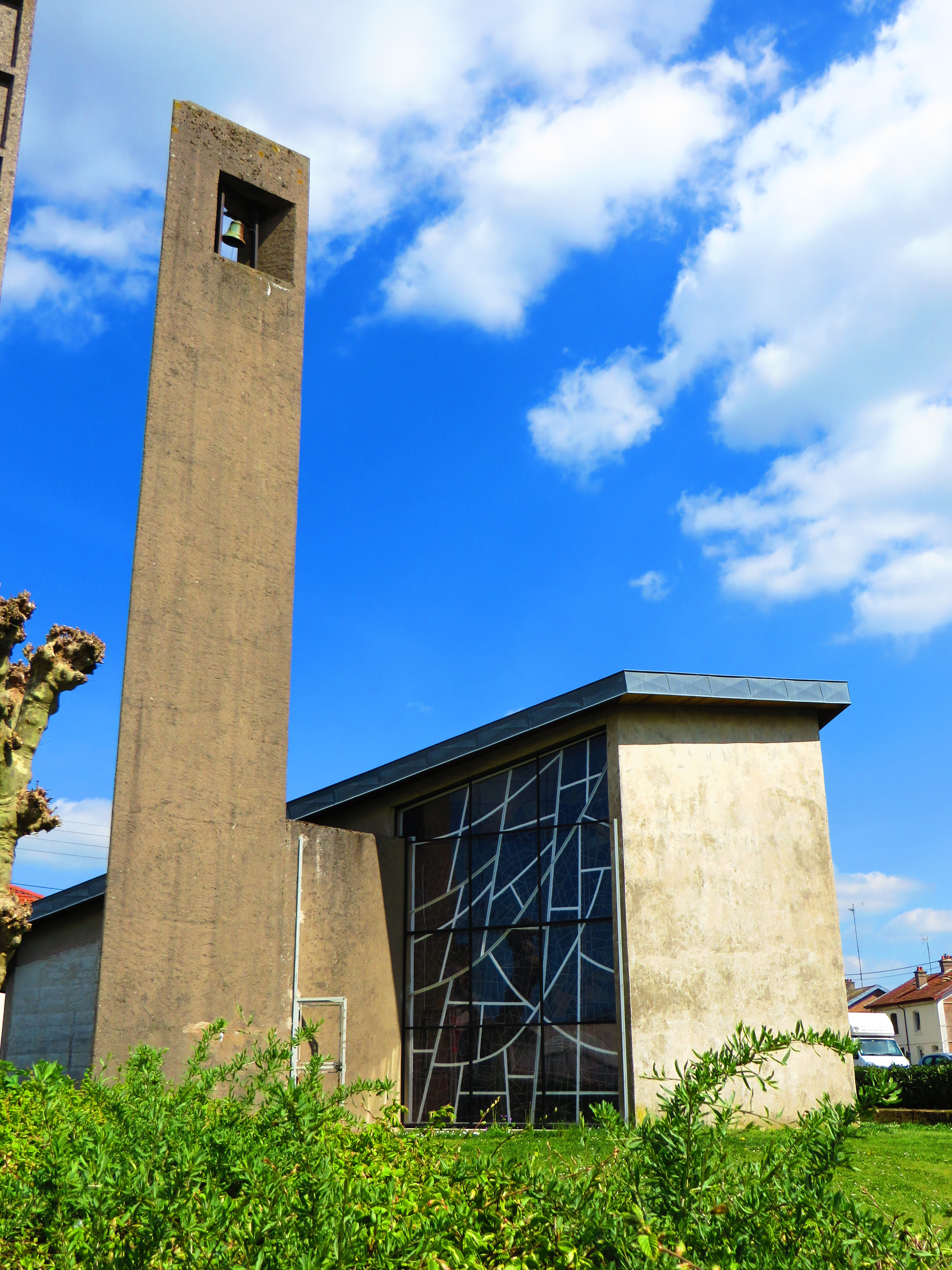
Temple protestant.

### Patrimoine naturel
En 2007, la ville a obtenu deux fleurs au 48e Concours des villes et villages fleuris.

### Personnalités liées à la commune
- Andrée François, née en 1938 à Dombasle-sur-Meurthe, artiste lyrique internationale ayant notamment travaillé à l'Opéra royal de Wallonie à Liège en Belgique.
- La famille Mathieu de Dombasle : titulaire d'un titre de noblesse obtenu en 1724, Joseph-Antoine MATHIEU acheta la terre de Dombasle et devint ainsi son principal seigneur. C'est à l'occasion de cette acquisition qu'il ajouta De Dombasle au patronyme familial. Un des descendants, les plus célèbres de cette famille, prénommé Christophe-Joseph-Alexandre, né en 1777 à Nancy et mort en 1843, est un célèbre agronome[38]. Il ne semble pas avoir résidé à Dombasle-Sur-Meurthe ; rien ne le démontre formellement.
- René Haby, ancien ministre de l'Éducation nationale, est né en 1919 à Dombasle.
- Bernard Bajolet, directeur général de la Sécurité extérieure (DGSE), est né en 1949 à Dombasle.
- Alain Sars, arbitre international de football, est né en 1961 à Dombasle.
- Philippe Claudel, écrivain, est né en 1962 à Dombasle où il vit encore actuellement. Son roman Les Âmes grises, prix Renaudot en 2003, a fait l'objet d'un film tourné à Dombasle et dans la région fin 2004 (sorti en septembre 2005).
- Grégory Wimbée, footballeur né à Essey-lès-Nancy le 19 août 1971, est originaire de Dombasle.
- Anne-Sophie Mathis, boxeuse née le 13 juin 1977 à Nancy, championne du monde WBA des super-légers, vit à Dombasle où elle est entraînée par René Cordier.
- Li-An, auteur de bande dessinée, est né à Dombasle en 1965.
- Gérard Cherpion, homme politique des Vosges, est né à Dombasle le 15 mars 1948.
- Clara Bonaldi, violoniste, est née à Dombasle le 9 mai 1937.
- Mademoiselle Raucourt, actrice, est selon certaines sources née à Dombasle au XVIIIe siècle.
- Jean-Pierre Conter, né à Dombasle en 1922 et mort à Metz en 1976, international de basket français.
- Jean-Yves Haby, né à Dombasle en 1955, homme politique altoséquanien.
- Pierre Schielé, né à Dombasle en 1925, maire de Thann (68) de 1956 à 1989, sénateur.
- Olivier Romac, né le 29 juin 1967 à Dombasle-sur-Meurthe, auteur et illustrateur de récits de fantasy et de science-fiction.
- Jean Poirel est un explorateur montréalais, né en 1933 à Dombasle-sur-Meurthe, Lorraine, France.

### Héraldique
| Blason de Dombasle-sur-Meurthe | Blason  | De sable semé de croix pommetées au pied fiché d'argent à deux bars adossés de même.   |
| Blason de Dombasle-sur-Meurthe | Détails | Reprise des armes de Bar, recolorées. Le statut officiel du blason reste à déterminer. |

### Gentilé
Les habitants de Dombasle-sur-Meurthe sont appelés les Dombaslois[réf. à confirmer].